# Siccia fukudai
Siccia fukudai là một loài bướm đêm thuộc phân họ Arctiinae, họ Erebidae.